# Wierookroute

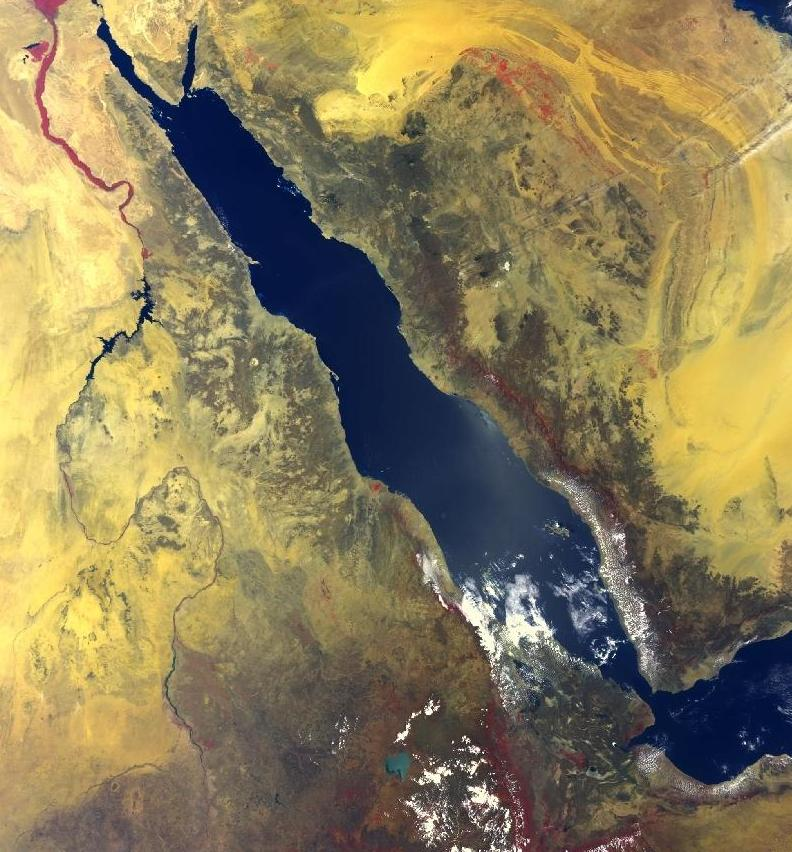
De wierookhandel, die Egypte verbond met de wierookproducerende landen, hing sterk af van navigatie langs de Rode Zee.

De Wierookroute was een reeks belangrijke oude handelsroutes die zich uitstrekten van Egypte naar India, Arabië en Somalië. De wierookhandel bloeide van Zuid-Arabië tot de Middellandse Zee tussen ruwweg de 3e eeuw v.Chr. tot de 2e eeuw. De Wierookroute diende als kanaal voor het verhandelen van goederen, zoals Arabisch olibanum en mirre; Indiase specerijen, ebbenhout, zijde en fijne textiel; en zeldzame Oost-Afrikaanse houtsoorten, veren, huiden van dieren en goud.